# Selenicereus costaricensis
Selenicereus costaricensis ist eine Pflanzenart in der Gattung Selenicereus aus der Familie der Kakteengewächse (Cactaceae). Das Artepitheton verweist auf den Fundort Costa Rica.

## Beschreibung
Selenicereus costaricensis wächst kletternd oder lianenartig mit bis zu 10 Zentimeter dicken, dreikantigen, grünen Trieben, die mit der Zeit bläulich grau bis weißlich werden. Ihre dünnen Rippen sind etwas gerade oder gewellt und am Rand nicht verhornt. Die 2 bis 4 kurzen und kräftigen braunen Dornen werden meist von zwei Haaren oder Borsten begleitet, die bald abfallen.
Die bis zu 30 Zentimeter langen, duftenden Blüten erscheinen in der Nähe der Triebspitzen. Sie sind außen weiß oder manchmal rötlichen und innen weiß. Die länglichen, scharlachfarbenen Früchte werden bis zu 10 Zentimeter lang. Die Früchte werden wie die einiger verwandter Arten als Drachenfrucht bezeichnet und als Obst genutzt.

## Verbreitung, Systematik und Gefährdung
Selenicereus costaricensis ist in Costa Rica, Nicaragua und Panama verbreitet. 
Die Erstbeschreibung als Cereus trigonus var. costaricensis wurde 1902 von Frédéric Albert Constantin Weber veröffentlicht. Salvador Arias Montes und Nadja Korotkova stellten sie 2021 in die Gattung Selenicereus. Weitere nomenklatorische Synonyme sind Hylocereus costaricensis (F.A.C.Weber) Britton & Rose (1909) und Cereus costaricensis (F.A.C.Weber) A.Berger (1929).
In der Roten Liste gefährdeter Arten der IUCN wird die Art als „Least Concern (LC)“, d. h. als nicht gefährdet geführt.

## Nachweise